# Tetraonyx maestra
Tetraonyx maestra es una especie de coleóptero de la familia Meloidae.

## Distribución geográfica
Habita en Cuba.